# REEDY Race of Champions
Das REEDY Race of Champions ist eine jährliche Veranstaltung für RC-Fahrzeuge mit internationaler Besetzung. Es wurde 1987 als Offroad-Rennen von Mike Reedy anlässlich seines Geburtstages ins Leben gerufen. Die Teilnehmer der Rennen werden eingeladen, sind also renommierte und erfolgreiche internationale RC-Sportler. Zumeist findet im Rahmen der Veranstaltung auch ein offenes Rennen statt, bei dem die Teilnehmer nicht beschränkt sind.

## Offroad
Bei jeder Veranstaltung des REEDY International Offroad Race of Champions treten die eingeladenen Fahrer in mehreren Rennen auf 2WD oder 4WD Buggies gegeneinander an. Nur 2001 Traten sie auf 2WD-Buggies und Stadium Trucks (Truggies) gegeneinander an. Alle Rennen fanden, bis auf 2009, in Kalifornien statt.
| Jahr | Strecke                              | Sieger          |
| ---- | ------------------------------------ | --------------- |
| 2020 | OCRC Raceway, Huntington Beach       | Ryan Maifield   |
| 2019 | OCRC Raceway, Huntington Beach       | Jared Tebo      |
| 2018 | OCRC Raceway, Huntington Beach       | Dustin Evans    |
| 2017 | OCRC Raceway, Huntington Beach       | Ryan Cavalieri  |
| 2016 | OCRC Raceway, Huntington Beach       | Dakotah Phend   |
| 2015 | OCRC Raceway, Huntington Beach       | Ryan Maifield   |
| 2014 | OCRC Raceway, Huntington Beach       | Ryan Cavalieri  |
| 2013 | West Coast RC, La Mirada             | Ryan Cavalieri  |
| 2012 | West Coast RC, La Mirada             | Jörn Neumann    |
| 2011 | West Coast RC, La Mirada             | Dustin Evans    |
| 2009 | Yatabe Arena                         | Ryan Cavalieri  |
| 2001 | Hot Rod Hobbies, Saugus              | Billy Easton    |
| 2000 | M&M Hobbies, Corona                  | Brian Kinwald   |
| 1999 | M&M Hobbies, Corona                  | Mark Pavidis    |
| 1998 | M&M Hobbies, Corona                  | Brian Kinwald   |
| 1997 | M&M Hobbies, Corona                  | Mark Pavidis    |
| 1996 | SoCal Raceway, Garden Grove          | Mark Francis    |
| 1995 | M&M Hobbies, Corona                  | Greg Hodapp     |
| 1994 | RC Offroad Raceway, Fountain Valley  | Jeremy Kortz    |
| 1993 | Hobby Haven, Livermore               | Masami Hirosaka |
| 1992 | Radio Controlled Hobbies, Costa Mesa | Rick Hohwart    |
| 1991 | Radio Controlled Hobbies, Costa Mesa | Masami Hirosaka |
| 1990 | Radio Controlled Hobbies, Costa Mesa | Cliff Lett      |
| 1989 | Radio Controlled Hobbies, Costa Mesa | Cliff Lett      |
| 1988 | Hot Trax, Huntington Beach           | Kris Moore      |
| 1987 | Hot Trax, Huntington Beach           | Chris Allec     |

## Tourenwagen
| Jahr | Strecke                                | Sieger                 |
| ---- | -------------------------------------- | ---------------------- |
| 2019 | Steel City Speedway, Fontana           | Viktor Wilck           |
| 2018 | Tamiya America Race Track, Aliso Viejo | Marc Rheinard          |
| 2017 | Tamiya America Race Track, Aliso Viejo | Marc Rheinard          |
| 2016 | Tamiya America Race Track, Aliso Viejo | Ronald Völker          |
| 2015 | Tamiya America Race Track, Aliso Viejo | Marc Rheinard          |
| 2014 | Tamiya America Race Track, Aliso Viejo | Ronald Völker          |
| 2013 | Norcal Hobbies, San José               | Marc Rheinard          |
| 2012 | Norcal Hobbies, San José               | Viktor Wilck           |
| 2011 | Norcal Hobbies, San José               | Marc Rheinard          |
| 2010 | Norcal Hobbies, San José               | Paul Lemieux           |
| 2009 | Speedworld Raceway, Roseville          | Ronald Völker          |
| 2008 | Speedworld Raceway, Roseville          | Atsushi Hara           |
| 2007 | Tamiya America Race Track, Aliso Viejo | Marc Rheinard          |
| 2006 | Tamiya America Race Track, Aliso Viejo | Marc Rheinard          |
| 2005 | Tamiya America Race Track, Aliso Viejo | Craig Drescher         |
| 2004 | Tamiya America Race Track, Aliso Viejo | Surikarn Chaidajsuriya |
| 2003 | Tamiya America Race Track, Aliso Viejo | Barry Baker            |
| 2002 | Tamiya America Race Track, Aliso Viejo | Barry Baker            |
| 2001 | Ripon R/C Raceway, Ripon               | Mark Pavidis           |
| 2000 | Ripon R/C Raceway, Ripon               | Barry Baker            |
| 1999 | Ripon R/C Raceway, Ripon               | Barry Baker            |
| 1998 | Ripon R/C Raceway, Ripon               | Brent Wallace          |

## 1:12
| Jahr | Strecke       | Sieger        |
| ---- | ------------- | ------------- |
| 2016 | Milton Keynes | Markus Mobers |